# Akkadisk konst
Den akkadiska konsten tillkom sedan akkaderna lyckats erövra Sumer och de sumeriska stadsstaterna omkring 2300 f.Kr.. Den är alltså samtida med det gamla riket i Egypten. Många skulle säga att den mesopotamiska konsten nådde sin höjdpunkt då Akkadriket stod på sin höjden av sin makt. Det finns inte mycket bevarat från denna period.

## Skulptur

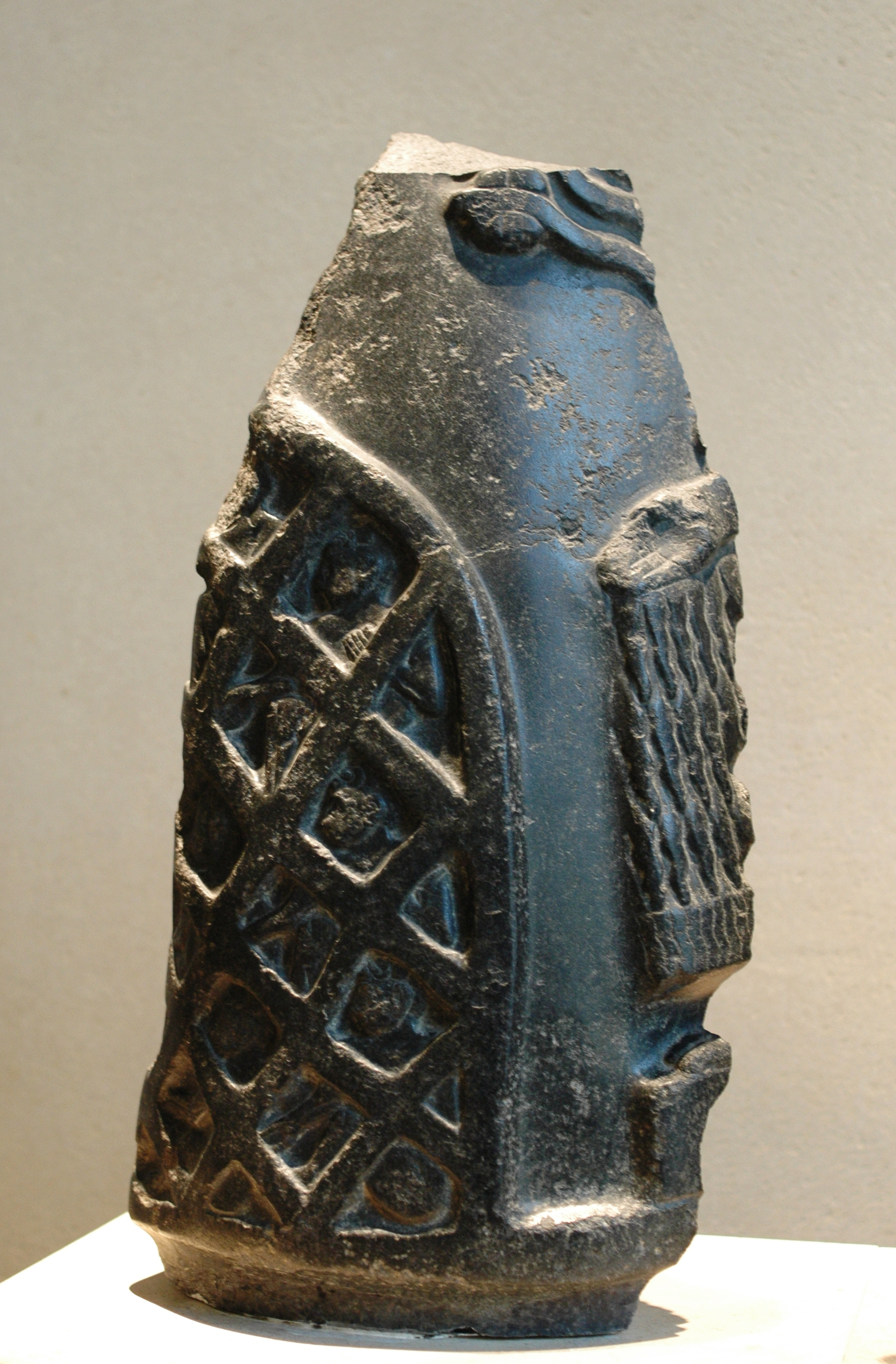
Fragment av akkadisk segerstele.
Diorit, omkring 2300 f.Kr., funnen i Susa, 54×26×18 cm, Louvren.

I porträttet av Sargon I har omsorgsfulla och stiliserade detaljer kombinerats med naturalism. Bronshuvudet som finns bevarat är gjutet i naturlig storlek och vissa delar har varit ciselerade. Naturalismen till trots har konstverkets främsta uppgift förmodligen varit att känna som kultobjekt. 
Sargons sonson Naramsin lät på en stele högtidlighålla sin seger över en fiende. Han framställs där ikonografiskt i ett värdeperspektiv som en stark och beväpnad ledare som för sina soldater mot segern. Endast symbolerna för gud står högre i hierarkin. Denna kombination av politiska och religiösa symboler återkommer genom hela Mesopotamiens historia.

## Lista över akkadiska konstverk
- Porträtt av en akkadisk härskare, bronsskulptur, 2350 f.Kr.
- Naramsins segerstele, ca 2200 f.Kr.